# Autódromo de Benguela
Das Autódromo de Benguela ist eine ehemalige Rennstrecke in der angolanischen Küstenstadt Benguela.

## Geschichte
Das Autódromo de Benguela liegt 1–2 Kilometer westlich des Flughafens von Benguela, 800 m vom Atlantischen Ozean entfernt. Der Kurs war als Ersatz für den Circuito da Praia Morena konzipiert, einen Straßenkurs in der Innenstadt von Benguela, der seit den 1960er-Jahren für Sportwagenrennen genutzt wurde. Das Autódromo de Benguela wurde nach halbjähriger Bautätigkeit am 21. Mai 1972 – und damit eine Woche vor dem in Angolas Hauptstadt gelegenen Autódromo de Luanda – eröffnet. Zu dieser Zeit war lediglich die Rennstrecke selbst fertiggestellt; eine Boxengasse oder Tribünen gab es anders als in Luanda noch nicht.
In den folgenden zwei Jahren wurde das Autódromo de Benguela vor allem für einige Langstreckenrennen im Rahmen der angolanischen Sportwagenserie genutzt. Hierbei handelte es sich um die 500-km-Rennen von Benguela 1973 und 1974. Die ersten Sieger waren Mário de Araújo Cabral und Antonío Peixinho.
Nach der Nelkenrevolution in Angolas Mutterland Portugal 1974, der daraus folgenden Unabhängigkeit des afrikanischen Landes und des zeitgleich ausbrechenden Bürgerkriegs kam der Motorsport in Angola Ende 1974 zunächst zum Erliegen. Anders allerdings als in Luanda fanden in den Folgejahren noch vereinzelte Rennen in Benguela statt; zumindest für 1976 ist noch ein Sportwagenrennen belegt.
In der Folgezeit verfiel die Anlage, und es kam im Laufe der Jahre lediglich zu einzelnen privat organisierten Motorsportveranstaltungen. 1996 etwa fand anlässlich des 379. Jubiläums der Stadt Benguela ein privat organisiertes Rennen statt, bei dem mehrere Porsche 911, ein Peugeot 205 sowie ein VW Corrado gegeneinander antraten.
Es gibt – abgesehen von einer unbelegten Notiz über ein Motorradrennen, das 2001 auf der Strecke stattgefunden haben soll – keine Hinweise dafür, dass die Strecke nach 2000 noch genutzt wurde. Das Autódromo de Benguela befindet sich mindestens seit 2005 in einem verfallenen Zustand.
Die Strecke wird aktuell ins normale Straßennetz von Benguela integriert und vom wachsenden Vorort überbaut.

## Streckenführung
Der Kurs war 3.958 Meter lang. Er bestand aus einer langen Geraden und einer dreiteiligen, gleichförmigen Kurvenkombination. Eine kurze Version der Strecke konnte ebenfalls genutzt werden, ihre Länge betrug 2.774 Meter.